# Galleria
Galleria ist eine 1978–1983 errichtete Einkaufspassage in der Hamburger Neustadt, die sich auf spezialisierten Einzelhandel sowie Concept Stores und Gastronomie konzentriert. Sie gilt als „Musterbeispiel für die um 1980 aktuelle Postmoderne“.

## Lage
Sie befindet sich an den Großen Bleichen 21. Ein zweiter Eingang existiert direkt am Bleichenfleet, das von der Poststraße abgeht. Die U-Bahn-Stationen Jungfernstieg, Gänsemarkt und Rathausmarkt sind in unmittelbarer Nähe.

## Geschichte
Die Straße Große Bleichen entstand im Zuge der Erschließung und Bebauung der im 17. Jahrhundert befestigten Neustadt auf den vormals zum Bleichen von Wäsche benutzten Alsterwiesen. Nach dem Hamburger Brand 1842 wurde die Straße mit Stadthäusern der Patrizier bebaut, um 1900 entstanden die ersten Kontorhäuser wie das Kaufmannshaus und die Kaisergalerie. Das ehemalige Stadthaus der Familie von Schröder auf dem Grundstück Große Bleichen 21 wurde als Büro und Laden genutzt.
Mitte der 1970er Jahre befand sich der Bereich zwischen Gänsemarkt, Poststraße und südlichem Teil der Großen Bleichen in vernachlässigtem und erneuerungsbedürftigem Zustand. Die oft nur notdürftige Instandsetzung nach dem Zweiten Weltkrieg und die Vernachlässigung vieler Gebäude bewirkten, dass dieser zentrale Innenstadtbereich an Attraktivität verlor, bis private Erneuerungsmaßnahmen eine Wende einleiteten. Im Rahmen dieser Initiative wurde Ende 1976 mit der Planung der Passage Galleria an den Großen Bleichen 21 begonnen.

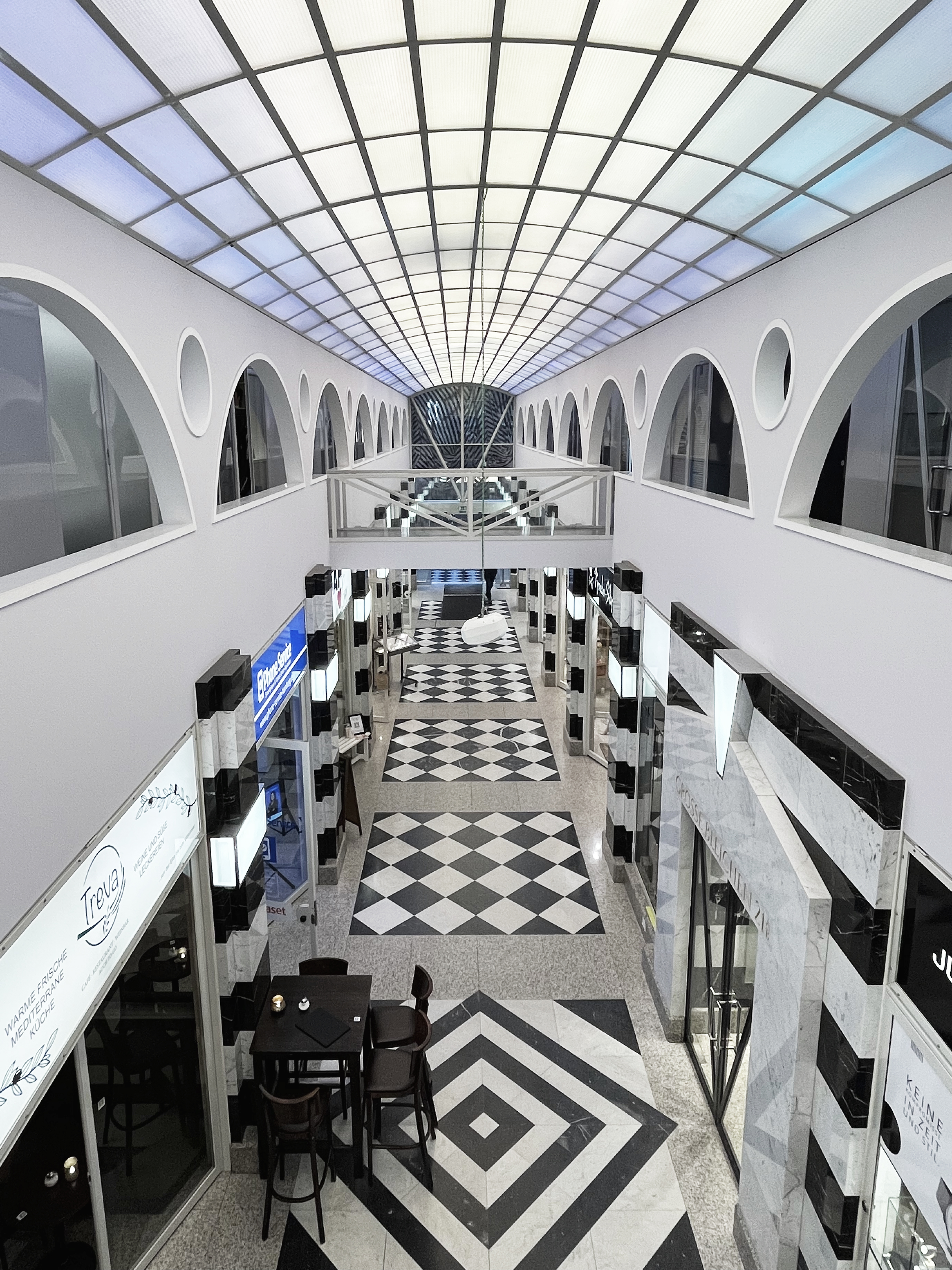
Ladenpassage

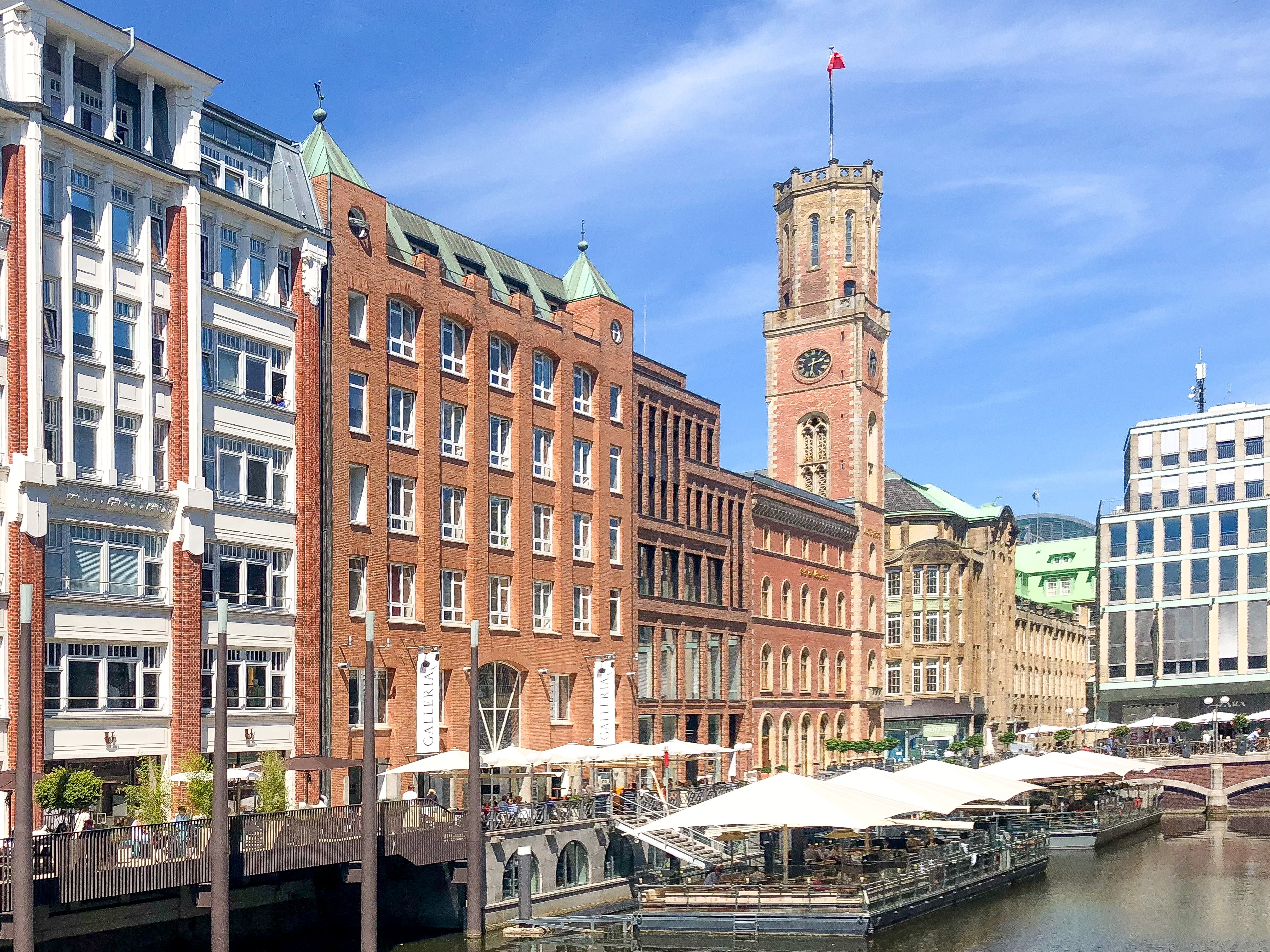
Fleetseite (2. Bau v. l.)

## Architektur
Die Architektur der Ladenpassage im Gebäude aus schwarz-weißem Marmor stammt vom Schweizer Designer- und Architekten-Ehepaar Trix und Robert Haussmann und wurde vom Designmagazin wallpaper ausgezeichnet. Inspiriert durch Einkaufspassagen in London und Mailand wurde eine klassische gedeckte Ladenstraße in Hamburg umgesetzt. Die Auseinandersetzung mit historischen Vorbildern, wie etwa den Querschnittsformen der Burlington Arcade in London oder dem architektonischen Dekor der Arkaden von San Marco, gehört zur Arbeitsweise der Architekten.
Der Bau von Heinz Rupertz sollte sich in die bestehende Gebäudereihe einordnen, wohl mit eigenem Gesicht, jedoch ohne sich aus der Umgebung herauszuheben. Die traditionellen Hamburger Backsteinbauten mit ihrer vertikalen Gliederung und den regelmäßig angeordneten Fenstern mit weißem Rahmen dienten als Vorbild. Durch die Wahl von gelbrotem Backstein passt sich das Erscheinungsbild des Neubaus der zum Teil bedeutsamen Bausubstanz der Umgebung an. Die Nutzung des Gebäudes ist auch von außen sichtbar: Die zweigeschossige Passage mit den beidseitig der Mittelachse angeordneten Läden öffnet sich in voller Höhe und Breite in der Fassade. Die Bürogeschosse weisen eine regelmäßige Fensterteilung auf.
Vorbild bei der Gestaltung des Innenraums waren historische Bauten, z. B. die Galleria degli Antichi in Sabbioneta, einer der bedeutendsten überlangen Räume aus der Kunstgeschichte, dessen Proportionen fast genau denen der Galleria in Hamburg entsprechen. Der Neubau enthält alle wesentlichen Gestaltungselemente der klassischen gedeckten Ladenstraße des 19. Jahrhunderts, allerdings in einer unserer Zeit entsprechenden Form. Es entstand ein einfacher, klarer Raum mit strenger Gliederung durch Pilaster. Der gleichmäßige Pilaster-Rhythmus erzeugt eine übergeordnete Uniformität des Ganzen, einen festen Rahmen, der es dem einzelnen Ladengeschäft erlauben soll, seine „Identität“ zu entfalten, ohne den Nachbarn zu stören. In diesem elementaren Raum soll das Dekor architektonisches Gestaltungsmittel, nicht Verzierung sein.
Ein wesentliches Gestaltungselement vieler historischer Passagen, die regelmäßige Anordnung von Beleuchtungskörpern, wurde übernommen. Auf jeder der auf schwarzem und weißem Marmor geschichteten Pilaster wurde einer der Quader als Leuchte ausgebildet, ebenso die Schluss-Steine über den Eingangsportalen der Treppenhäuser. Die Rhythmisierung wird unterstützt durch das Ornament aus schwarzem und weißem Marmor am Boden, der mittlerweile zum Markenzeichen der Passage geworden ist. Die kulissenartig unter dem flachen Bogen des Oberlichtes freigestellten Längswände im Obergeschoss erscheinen fast ohne Dicke und wirken zudem durch die bläuliche Farbe entmaterialisiert. Das Palladio-Motiv mit seinen wechselnden Ausschnitten gliedert die Längswände.
Die gerafften Tücher über den beiden Eingängen, ausgeführt als Bleiverglasung, sind Sinnbild der Inszenierung, des großen Auftrittes: Die Passage erscheint als Bühne, mit den Passanten und Kaufleuten als Akteuren. Es verwundert nicht, dass die Galleria unzählige Male auch als Kulisse für Film- und Modeaufnahmen diente.

## Eckdaten zur Planungsgeschichte
- 1976/77 Grundstückserwerb und Planungsbeginn
- 1978 Baubeginn
- 1983 Eröffnung der Galleria

Projektdaten:
- Grundstück 1816 m²
- Bürofläche 4800 m²